# Osiedle 1000-lecia Szeroka
Osiedle 1000-lecia Szeroka (dawniej Tysiąclecia) – osiedle mieszkaniowe w Jastrzębiu Zdroju, położone w północnej części miasta na terenach historycznych wsi Szeroka. Jest jedną z 21 części miasta – jednostek pomocniczych gminy. Jako obszar wydzielony z sołectwa Szeroka stanowi enklawę Szerokiej.
W 2019 r. osiedle liczyło 2517 mieszkańców i zajmowało obszar 12,88 ha, będąc najmniejszą jednostką pomocniczą pod względem powierzchni.

## Historia
Teren na którym położone jest osiedle należał dawniej do wsi i sołectwa Szeroka. Budowę osiedla dla pracowników Kopalni Węgla Kamiennego Borynia rozpoczęto w latach 1967-1968, kiedy Szeroka była jeszcze niezależną wsią i siedzibą gminy, a trwała ona do końca lat 80. W 1975 roku osiedle razem w wsią zostało włączone do Jastrzębia-Zdroju. Obecnie osiedle jest wydzielone z sołectwa Szeroka i stanowi osobną część miasta Jastrzębie Zdrój (reszta terenów historycznej Szerokiej należy do sołectwa Szeroka i jest również osobną częścią – sołectwem Jastrzębia-Zdroju).
Ponieważ tereny na których leży osiedle są historyczną częścią Szerokiej, ich historia do początku XXI wieku, jest taka sama jak historia Szerokiej.